# Moulin Rouge (groupe)
Pour les articles homonymes, voir Moulin rouge (homonymie).
Moulin Rouge (nommé d'après le cabaret français homonyme) est un groupe pop slovène formé en 1985 et composé depuis 1987 de la chanteuse Alenka Šmid-Čena et du producteur et claviériste Matjaž Kosi. Il obtient quelques succès internationaux à la fin des années 80, dont les titres High Energy Boy en 1987 et Boys Don't Cry en 1988. Ce dernier est repris en japonais par Wink en 1989 sous le titre Namida wo Misenaide (Boys Don't Cry), version qui sort en single et se classe à la première place de ventes à l'Oricon au Japon.

## Discographie
Albums slovènes
- 1987 : Moulin Rouge
- 1988 : Johnny
- 1989 : Najslajši poljubi
- 1990 : Tea for Two
- 2000 : 2010 - Album
- 2002 : The Best Of

Albums internationaux
- 1989 : Boys Don't Cry (ou Out of Control)
- 1990 : Tea for Two

Singles
- 1987 : High Energy Boy
- 1988 : D.J. I Wanna Be Your Record
- 1988 : Boys Don't Cry
- 1988 : Boys Don't Cry (US remix)
- 1989 : Baby I Miss You
- 1989 : Stranger
- 1989 : The Megamix (maxi)
- 1990 : Sugar Candy Kiss
- 1990 : Tea for Two
- 2002 : Just a Start
- 2003 : My Heart Is Beating Boom
- 2004 : Boys Don't Cry
- 2006 : Back Like a Boomerang